# Synagoga w Wieleniu
Synagoga w Wieleniu – pierwsza synagoga została wzniesiona w Wieleniu (woj. wielkopolskie) w XVII wieku. Następną świątynię wybudowano w 1785, jednak w tym samym roku została zniszczona w pożarze. Kolejna, zbudowana w 1787 roku przy ul. Kasprzaka, została zniszczona, a następnie rozebrana w 1939 roku. 
Po II wojnie światowej nie została odbudowana.